# Asrir
Pour les articles homonymes, voir Asrir (homonymie).
Asrir (en tamazight ⴰⵙⵔⵉⵔ) est une commune rurale marocaine de la province de Guelmim, dans la région Guelmim-Oued Noun, qui comprend une série d'oasis.

## Géographie
Asrir se situe à environ 200 km de Agadir et à 800 km au sud de Rabat, il comporte plusieurs monuments historiques.

## Économie
La nappe phréatique a beaucoup baissé de niveau dans la seconde moitié du XXe siècle, et le système d’irrigation traditionnel est à bout de souffle, compromettant fortement la production agricole et le maintien de l’oasis. L’agriculture est aussi touchée par la fusariose (bayoud), champignon qui tue les arbres.
Le programme de sauvegarde des oasis du gouvernement marocain a permis de construire le barrage de Fam El Hisn : cette petite retenue crée des infiltrations qui réalimentent la nappe souterraine. La coopérative Waha élabore plusieurs produits à partir du cactus (huile, alimentation pour le bétail, confiture).
Enfin, l'oasis de Tighmert dispose d'un gîte pour accueillir le tourisme.

## Démographie
Asrir a une population composée par des tribus différentes :
Azwafits, ait al khanouss, mbark ou said, ...
Au XIe siècle, l'oasis a pu abriter environ 100 000 habitants. Actuellement, la baisse du niveau de la nappe phréatique et les conditions de vie difficile ont fait baisser la population à environ 4 000 habitants.
De 1994 à 2004, la population de la commune est passée de 3 754 à 3 715 habitants.

## Administration  et politique
| Période | Période | Identité       | Étiquette | Qualité |
| ------- | ------- | -------------- | --------- | ------- |
|         |         | Mbarek Nafaoui |           |         |

## Patrimoine
Depuis le 22 juillet 2016, une série d'oasis — 28° 27′ 00″ N, 10° 06′ 36″ O — situées dans la commune d'Asrir a été indiquée par le Maroc en tant que bien culturel susceptible d'être proposé, par ses soins, pour une inscription sur la liste du patrimoine mondial établie par l'UNESCO. Au préalable, en décembre 2007, un programme de sauvegarde et de valorisation de ces oasis avait été lancé.